# Betty Garrett
Betty Garrett (23. svibnja 1919. – 12. veljače 2011.) je bila američka filmska, televizijska i kazališna glumica. Osim po ulogama u brojnim filmskim mjuziklima kao "U grad", Betty je televizijskoj publici poznata po ulogama u TV serijama "All in the family" i "Laverne & Shirley".